# بازشاپرک خط‌دار
بازشاپرک خط‌دار (نام علمی: Hyles lineata) نام یک گونه از زیرخانواده زبان‌درازیان است.